# Circonscription de Belessa
La circonscription de Belessa est une des 135 circonscriptions législatives de l'État fédéré Amhara, elle se situe dans la Zone Nord Gonder. Son représentant actuel est Atkelt Alemu Belew.